# Новиков, Пётр Николаевич
Пётр Николаевич Новиков (укр. Петро Миколайович Новіков; род. 9 октября 1978, Алупка, Крымская область) — украинский футболист, защитник.

## Биография
Начал заниматься футболом в родной Алупке в семилетнем возрасте. Первый тренер — Валерий Янков. Занимался футболом вместе с будущим футболистом сборной России Евгением Алдониным. В 1998 году крымский тренер Анатолий Заяев, возглавивший ивано-франковское «Прикарпатье», пригласил Новикова в команду Высшей лиги Украины. На этом уровне Пётр Новиков провёл всего один матч — 25 апреля 1999 года против киевского «Динамо» (0:1). После ухода Заяева в житомирское «Полесье» Новиков последовал за ним. Отыграв во Второй лиге Украины пять матчей, футболист вернулся в Крым. Новой командой алупкинца стала молодёжненская «Крымтеплица» с которой он прошёл путь от чемпионата Крыма до Второй лиги. В связи с проблемами со здоровьем Новиков завершил выступления на профессиональном уровне.
После этого выступал на любительском уровне в чемпионате Ялты и Крыма, а также участвуя в играх ветеранских команд. В 2009 году играл в Кубке украинской лиги за молодёжненский «Спартак», а в 2012 и 2013 годах в любительском чемпионате Украины за «Форос» и симферопольское ИТВ. На Всемирных играх ветеранов спорта 2013 года в Турине стал победителем в составе команды КСХИ (Аграрное) в категории «35+».
На уровне Премьер-лиги Крымского футбольного союза играл за ялтинский «Рубин» (2015/16) и бахчисарайский «Кызылташ» (2017/18).